# HMS Pegasus (1897)
HMS Pegasus (Корабль Её Величества «Пегасус») — британский бронепалубный крейсер типа «Пелорус».

## История
Заказан для Королевского военно-морского флота в 1893 году согласно программе Спенсера. Строительство началось в мае 1896 года на верфях «Палмерс Шипбилдинг» в Ярроу, на воду крейсер был спущен 4 марта 1897 года, в состав флота вошёл 17 января 1899 года. За время своей службы совершил путешествия в разные порты Средиземноморья, Австралии, Китая и колоний Африки. В 1906 году он посетил Мыс Доброй Надежды.

## Бой у Занзибара (1914)

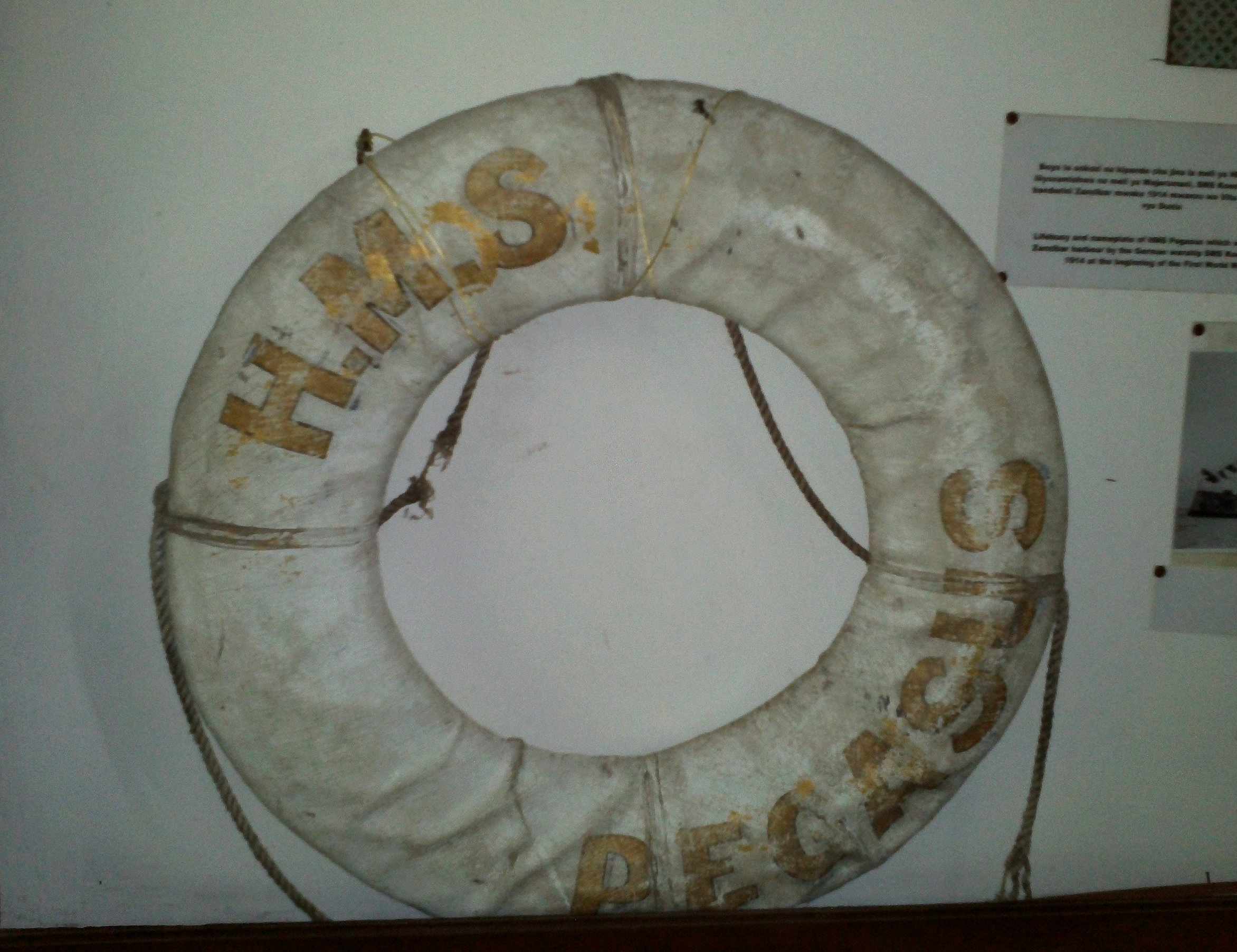
Спасательный круг с «Пегасуса»

20 сентября 1914 года «Пегасус» пришвартовался в гавани Занзибара для пополнения припасов и ремонта двигателя, вследствие чего вынужден был покинуть эскадру контр-адмирала Герберта Кинг-Холла, куда также входили крейсера «Гиацинт» и «Астрея». Беспечностью экипажа воспользовался немецкий крейсер «Кёнигсберг», который внезапно атаковал англичан. По кораблю было произведено более двухсот выстрелов в течение 8 минут, и командир корабля Джон Инглис в панике вынужден был спустить флаг, чтобы избежать кровопролития. В бою были убиты 38 и ранены 55 человек. На следующий день корабль затонул, а выживших подобрали суда «Гасконь» и «Клан Макрэ». Впоследствии ещё один крейсер типа «Пелорус», «Пайонир», участвовал в операции по уничтожению «Кёнигсберга».

## После затопления

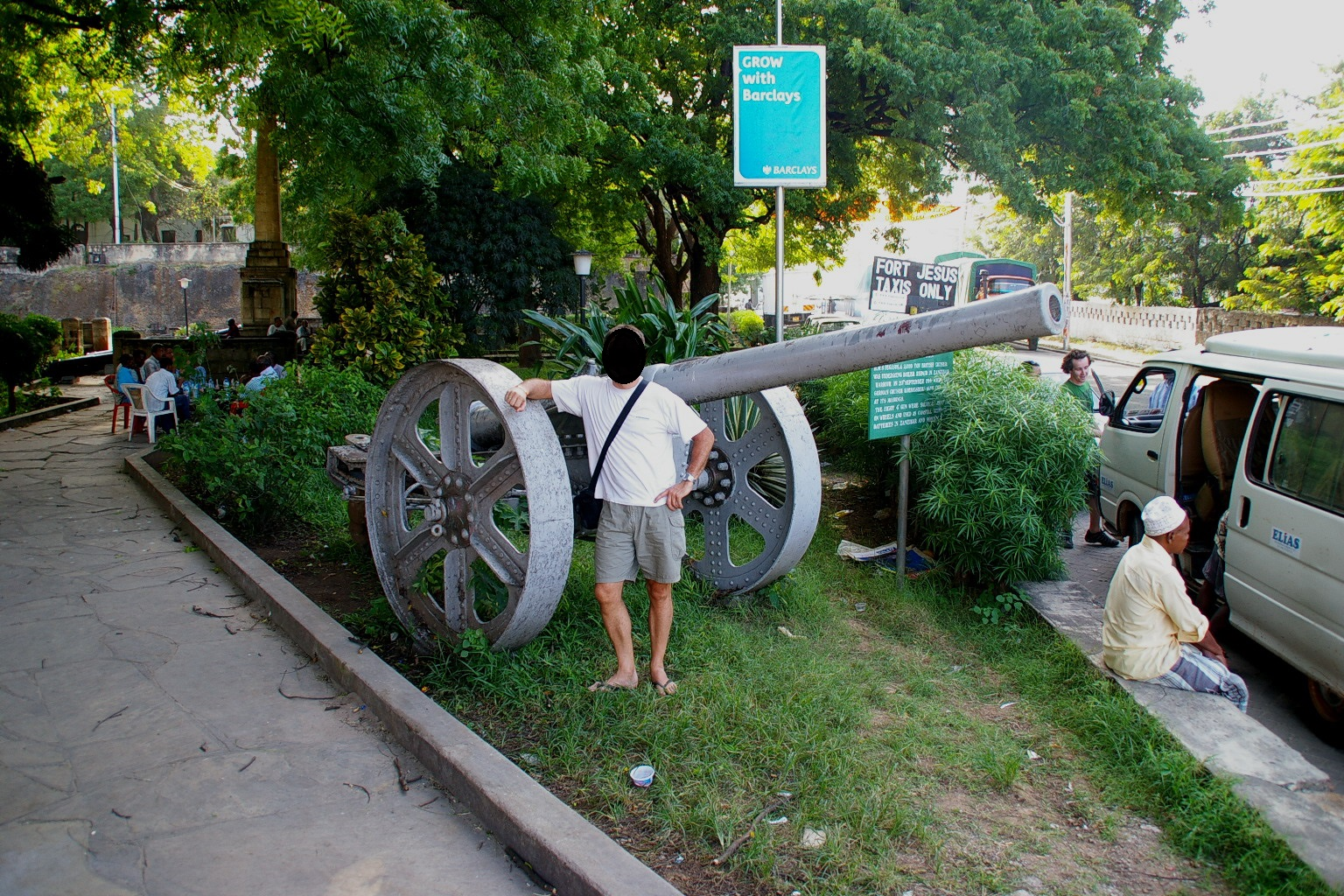
4-дюймовое орудие, снятое с «Пегасуса»

Шесть из восьми основных орудий удалось спасти: два орудия под именами «Пегги III» и «Пегги IV» участвовали в сухопутных сражениях до 1916 года, ещё два остались на Занзибаре, одно было установлено на борт монитора «Уинифред» и ещё одно осталось в Момбаса, где сейчас является экспонатом музея Форта-Джесуса. 24 погибших моряка были похоронены в братской могиле на острове Грэйв, ещё 14 человек были похоронены на городском кладбище Занзибара (впоследствии их прах был перенесён на военное кладбище Дар-эс-Салама). В 1955 году палубу судна удалось извлечь из-под воды и пустить на слом, однако остатки судна всё ещё покоятся под водой.